# Politiek in Saoedi-Arabië
Deze pagina behandelt de politiek in Saoedi-Arabië.

## Staatsinrichting en politiek
Het koninkrijk wordt bestuurd door de verschillende koningen van het Huis van Saoed. Koning Fahd wordt na zijn overlijden op 31 juli 2005 opgevolgd door zijn (half-)broer Abdoellah.
- staatshoofd en premier: Koning Salman bin Abdoel Aziz al-Saoed
- kroonprins : Prins Moekrin bin Abdoel Aziz Al-Saoed

Het land heeft geen grondwet, maar drie koninklijke besluiten van 1 maart 1992 definiëren een basiswet die het systeem van de overheid vastlegt. Deze basiswet is gebaseerd op de koran en de sharia. Volgens een bepaalde definitie is Saoedi-Arabië dus een theocratie.
De islam heeft een allesbepalende rol in het dagelijks leven. Het wahabisme is de dominante stroming in het land.
In 1993 benoemde de koning een raadgevend parlement, de Majlis al-Shura, dat 100 leden telt. De majlis heeft de bevoegdheid om wetsvoorstellen te doen. De koning, immers ook premier, heeft echter een veto over de wetsvoorstellen.
Begin 2005 konden de mannelijke burgers stemmen voor de helft van de leden van de gemeenteraden. Dit waren de eerste verkiezingen in het land.